# Varadaiahpalem
Varadaiahpalem là một mandal thuộc huyện Chittoor, bang Andhra Pradesh. Varadaiahpalem is known to many because of Oneness University.

## Geography
Varadaiahpalem is located at 13°36′00″B 79°56′00″Đ / 13,6°B 79,9333°Đ.